# خورخي كوينكا
خورخي كوينكا (بالإسبانية: Jorge Cuenca)‏ هو لاعب كرة قدم إسباني، ولد في 17 نوفمبر 1999 في مدريد في إسبانيا. شارك مع منتخب إسبانيا تحت 19 سنة لكرة القدم. أما مع النوادي، فقد لعب مع نادي ألكوركون ونادي برشلونة ب ونادي برشلونة.

## وصلات خارجية
- خورخي كوينكا على موقع الاتحاد الأوربي (الإنجليزية)
- خورخي كوينكا على موقع إي إس بي إن إف سي (الإنجليزية)
- خورخي كوينكا على موقع قاعدة بيانات كرة القدم.إي يو (الإنجليزية)
- خورخي كوينكا على موقع Soccerbase.com (لاعب) (الإنجليزية)
- خورخي كوينكا على موقع Soccerway.com (الإنجليزية)
- خورخي كوينكا على موقع عالم كرة القدم.نت (الإنجليزية)